# Jan Ceulemans
Jan Anna Gumaar Ceulemans, född 28 februari 1957 i Lier i Belgien, är en belgisk fotbollstränare och före detta fotbollsspelare som spelade som mittfältare för belgiska landslaget i tre världsmästerskap. Han är nu tränare i KMSK Deinze.
Ceulemans är den spelare som har gjort flest matcher för Belgiens landslag och spelade mestadels under Guy Thys under landslagets kanske starkaste period. Med landslaget nådde han finalen av EM 1980 och nådde andra rundan av VM 1982 efter att ha slagit de regerande mästarna Argentina med 1–0.
Ceulemans var lagkapten för landslaget då man hamnade på fjärde plats i VM 1986 och gjorde tre mål under mästerskapet.
Han slutade spela proffsfotboll efter VM 1990. I sitt sista världsmästerskap gjorde han det tredje målet i 3–1-vinsten över Uruguay men man åkte ut i åttondelsfinalen mot England – en match som slutade efter övertid och som Ceulemans gjorde ett stolpskott under.
Ceulemans spelade under tretton år för Club Brugge och tackade nej till bud från bland annat italienska AC Milan.
Efter att ha avslutat sin spelarkarriär på grund av en knäskada blev han tränare för belgiska Eendracht Aalst 1992. Han tog laget upp till Jupiler League och kval till UEFA-cupen. 1998 flyttade han till Westerlo vilka han också tog till UEFA-cupen.
2005 återvände han till Club Brugge som han tränade under tre år, men efter flera dåliga resultat avskedades han i april 2006. Han gick då tillbaka till Westerlo.
Han bor för närvarande i Kessel.